# 奥当 (瓦兹河谷省)
奥当（法語：Hodent，法語發音：[ɔdɑ̃] ⓘ）是法国法兰西岛大区瓦兹河谷省的一个市镇，属于蓬图瓦兹区。

## 地理
奥当（49°8'39"N, 1°46'3"E）面积4.37 平方千米，位于法国法蘭西島大區瓦兹河谷省，该省份为法国北部内陆省份，北起瓦兹省，西接厄尔省，南至塞纳-圣但尼省、上塞纳省和伊夫林省，东临塞纳-马恩省。
与奥当接壤的市镇（或旧市镇、城区）包括：圣热尔韦、沙尔蒙、热南维尔、韦克桑地区马尼、奥梅尔维尔。

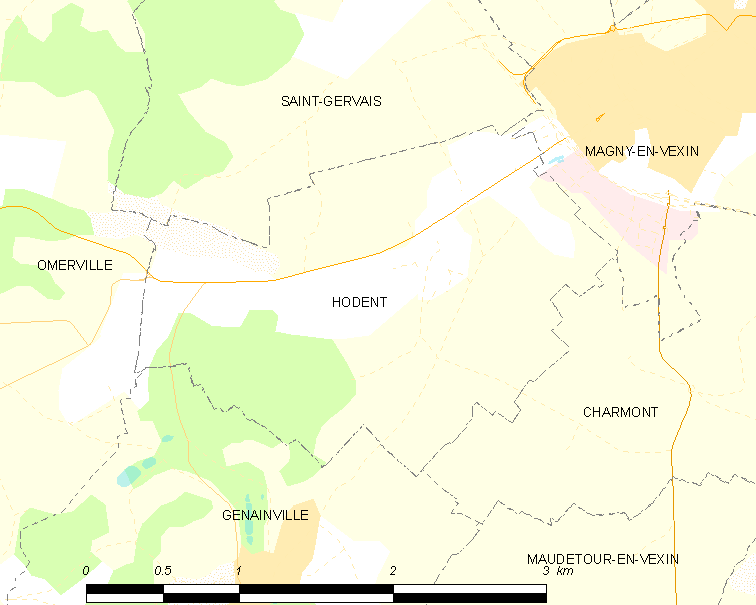
的OSM定位图

奥当的时区为UTC+01:00、UTC+02:00（夏令时）。

## 行政
奥当的邮政编码为95420，INSEE市镇编码为95309。

## 政治
奥当所属的省级选区为沃雷阿勒县。

## 人口

1962-2008年间人口变化图示

奥当于2022年1月1日时的人口数量为225人。